# Anton Agius
Anton Agius (ur. 1 grudnia 1933 w Rabacie, zm. 19 października 2008 w Msidzie) – maltański rzeźbiarz, najbardziej znany z tworzenia dużej liczby pomników na Malcie. Został nazwany „narodowym rzeźbiarzem” przez byłego prezydenta Malty Ugo Mifsuda Bonniciego.

## Wczesne życie
Agius urodził się w Rabacie 1 grudnia 1933 r. z rodziców Ġużeppiego i Stelli (z domu Galea). Jego pierwsze zainteresowania artystyczne dotyczyły muzyki, jednak nie skupił się na tym obszarze z powodu wątpliwości matki.

## Edukacja
Agius najpierw uczęszczał do szkoły państwowej w Rabacie.
Jego pierwsze zapoznanie się ze sztuką odbyło się pod okiem kuzyna, rzeźbiarza Samuela Bugei, który uczył go rysunku. Będąc nastolatkiem Agius praktykował u rzeźbiarza Guzeppiego Galei. W latach 1950–1953 kontynuował naukę w Malta Society of Arts, Manufacturers and Commerce, gdzie studiował u Ignazio Cefaia. Następnie spędził 4 lata w School of Arts, gdzie uczył się u Emvina Cremony, Vincenta Apapa i Ġorġa Borga, u którego studiował modelowanie w glinie. W 1957 roku Agius otrzymał stypendium rządowe na studia w Scuola del Nudo dell’ Associazione Artistica Internazionale na Accademia di Belle Arti w Rzymie, gdzie studiował u Pericle Fazziniego i Michele Guerrisiego. Następnie studiował w Saint Martin’s School of Art w Londynie. Tutaj uczył się pod kierunkiem Franka Martina, Elisabeth Frink, Anthony’ego Caro i Eduardo Paolozziego. Studia na Saint Martin’s doprowadziły go do uzyskania państwowego dyplomu z projektowania, modelowania, rzeźbienia i rycia liter w kamieniu.

## Kariera
Agius pracował jako nauczyciel sztuki w kilku szkołach średnich na Malcie, i jako wykładowca na Uniwersytecie Maltańskim. Był również członkiem Malta Aesthetics Board.
Artysta tworzył w kilku rodzajach materiału, w tym w glinie, brązie, betonie, kamieniu, żywicy i drewnie, a także metodą linorytu. Mówiło się, że drewno było ulubionym medium Aguisa. Warto zwrócić uwagę na kolekcję prac z drewna oliwnego, która jest obecnie przechowywana w Muzeum Katedralnym w Mdinie, wraz z rysunkami samego Agiusa. Wykonał również kilka prac dla kilku podmiotów w Rabacie, m.in. kościołów i St. Paul Band Club, a kilka swoich dzieł przekazał do muzeum parafialnego. Inne godne uwagi dzieła to krucyfiks, który wykonał dla kaplicy Kerygma i posąg św. Franciszka z Asyżu, który stoi w wejściu do Peace Lab.
W 2003 roku w foyer ratusza w Cardiff ustawiono pomnik autorstwa Agiusa. Pomnik nosi nazwę „Greenham Marcher” i upamiętnia protestujące kobiety z Greenham Common.

### Wystawy
Anton Agius wystawiał swoje prace na wielu wystawach; wśród nich były:
- Wystawa w Muzeum Narodowym (1963)[1]
- Wystawy w Muzeum Sztuk Pięknych (1974, 1979)[1]
- Wystawa maltańskich rzeźb i ceramiki, Galleria Fenici (1981)[1]
- Art’84 – wystawa na Malcie (1984)[1]
- Wystawa sztuki w ramach Tygodnia Służby Publicznej (1996)[1]
- 13. wystawa pod patronatem Bank of Valletta (2005)[4][12].

### Pomniki
Agius jest najbardziej znany na Malcie z wykonania kilkunastu pomników. Wszystkie one przedstawiają ważne osoby lub wydarzenia na Malcie. Niektóre z nich to:
| Pomnik                                   | Lokalizacja                  | Zdjęcie | Przypisy     |
| ---------------------------------------- | ---------------------------- | ------- | ------------ |
| Workers’ Monument                        | Msida                        |         | [ 1 ] [ 13 ] |
| Dun Mikiel Xerri and Compatriots         | Valletta                     |         | [ 13 ]       |
| Manwel Dimech statue                     | Valletta                     |         | [ 1 ] [ 13 ] |
| Sette Giugno Riots monument              | Valletta                     |         | [ 13 ]       |
| Popiersie Mabel Strickland               | Strickland House, Valletta   |         | [ 7 ]        |
| Pomnik Wolności (Freedom Monument)       | Birgu                        |         | [ 1 ] [ 13 ] |
| Mgr. G. De Piro monument                 | Rabat                        |         | [ 1 ]        |
| Guze’ Ellul Mercer statue                | Dingli                       |         | [ 1 ]        |
| Popiersie Antona Buttigiega              | Qala                         |         | [ 1 ]        |
| Pomnik Mikiela Antona Vassalli           | Żebbuġ                       |         | [ 8 ]        |
| Popiersie Fransa Baldacchino „Il-Budaja” | Ir-Razzett Tal-Markiż, Mosta |         | [ 14 ]       |
| Pomnik maltańskich misjonarzy            | Mosta                        |         | [ 15 ]       |
| Pomnik Lorry’ego Santa                   | Paola                        |         | [ 16 ]       |
| Pomnik Paula Xuereba                     | Mdina                        |         | [ 17 ]       |

### Znaczki pocztowe
Anton Agius zaprojektował również kilka maltańskich znaczków pocztowych:
- De Soldanis & Dun Karm 1971 – 2s Dun Karm[18]
- Heart 1972 – 2d Heart and WHO emblem[19]
- Heart 1972 – 10d Heart and WHO emblem[20]
- Heart 1972 – 2s 6d Heart & WHO emblem[21]
- Maltese Workers 1977 – 2c Helping handicapped workers[22]
- Maltese Workers 1977 – 7c Stone building and industrial trades[23]
- Maltese Workers 1977 – 20c Dangers encountered by workers[24]
- International Year of Peace 1986 – 8c[25][26]

## Nagrody i wyróżnienia
Anton Agius otrzymał wiele nagród i wyróżnień, niektóre z nich przedstawiono w poniższej tabeli.
| Nagroda i lokata                                    | Organ przyznający                           | Kraj            | Rok  | Źródło             |
| --------------------------------------------------- | ------------------------------------------- | --------------- | ---- | ------------------ |
| Wystawa Sztuki Prawa Człowieka - I nagroda          |                                             |                 | 1968 | [ 1 ]              |
| Trofeum dla najlepiej utrzymanej wioski – I nagroda |                                             |                 | 1971 | [ 1 ]              |
| Oznaczenie Del Dio Pan                              |                                             | Florence, Italy | 1979 | [ 1 ] [ 2 ]        |
| Nagroda Artysty Roku                                |                                             |                 | 1980 | [ 1 ] [ 2 ]        |
| Targa d’Onore                                       | Associazione Artistica Culturale d’Italia   |                 | 1982 | [ 1 ] [ 2 ] [ 16 ] |
| I Międzynarodowe Biennale Sztuki - II nagroda       |                                             | Malta           | 1995 | [ 1 ]              |
| Bienneale Internazzjonali tal-Arti                  |                                             | Malta           | 1997 | [ 2 ]              |
| National Order of Merit IV klasy                    | Rząd Malty                                  | Malta           | 2005 | [ 1 ] [ 7 ]        |
| Złoty Medal 2006                                    | Society of Arts, Manufacturers and Commerce | Malta           | 2007 | [ 1 ] [ 7 ]        |

## Śmierć
Anton Agius zmarł 19 października 2008 r. w wieku 74 lat w Msidzie. Naborzeństwo pogrzebowe odbyło się 22 października 2008 r. w kościele Narodzenia NMP (znanym jako ta’ Ġieżu), po czym został on pochowany na cmentarzu św. Małgorzaty w Rabacie.

## Dziedzictwo

### Pomnik
Plany budowy pomnika Antona Agiusa rozpoczęły się w sierpniu 2009 r. wraz z powołaniem komitetu. W jego skład wchodził burmistrz Rabatu Alexander Craus jako przewodniczący. Gotowy pomnik odsłonięto w Rabacie 7 maja 2011 r..
Pomnik przedstawia Antona Agiusa przy swoim stanowisku pracy, rzeźbiącego ryby z kawałka drewna oliwnego w towarzystwie swoich dwóch psów. Projekt pomnika jest dziełem Josepha Scerriego, jednego z uczniów Agiusa. Przedstawione na pomniku ryby były dziełem innej uczennicy Agiusa, Moniki Spiteri. Spiteri powierzono modelowanie kopii dzieła Aguisa „Ławica ryb”, które wyrzeźbił z drewna, tak jak przedstawiono na pomniku. Stanowisko pracy w pomniku jest repliką rzeczywistego stanowiska pracy Aguisa. Stworzył ją jego brat Micheal Agius, wykonując gipsowy odlew oryginalnej ławki.
Pomnik został odlany z brązu w Fonderia d’Arte Massimo del Chiaro w Pietrasanta we Włoszech. Agius pracował z tą odlewnią za życia i zaprzyjaźnił się z rodziną del Chiaro.

### Wystawy okolicznościowe
W 2009 roku Komisja Kultury L’Isle Adam Band Club zorganizowała wystawę prac Agiusa z okazji pierwszej rocznicy jego śmierci. Prace zawarte na tej wystawie były różne, w tym rzeźby, posągi, modele i bozzetto.
Kolejna wystawa prac Agiusa odbyła się w 2010 roku w Moście. Wystawę zorganizowało stowarzyszenie Talent Mosti, którego Agius był honorowym członkiem.

### Fundacja Antona Agiusa
W 2009 r. rada miasta Rabatu powołała Fundację Antona Agiusa. Celem tej fundacji jest odrestaurowanie kilku zabytków, budynków i nisz w Rabacie, które wymagały naprawy.